# Línea 6 (Los Tranvías de Zaragoza)
La antigua línea 6 de tranvía de la ciudad de Zaragoza (España) fue una de las líneas que componían su vieja red tranviaria.
Operada por Los Tranvías de Zaragoza, embrión de la actual TUZSA (Transportes Urbanos de Zaragoza) fue concedida el 24 de enero de 1885 y comenzó a dar servicio el 6 de junio de 1887, hasta que fue suspendida temporalmente en abril de 1943, que resultó ser definitiva. Inicialmente de tracción animal –o de sangre– fue electrificada en 1903.
Inicialmente se llamó de CIRCUNVALACIÓN y fue fruto de la unión de los ramales 2.º y 6.º de la concesión original de 1885. Era circular y tenía su origen y destino en la plaza de la Constitución de la capital aragonesa. El 1 de diciembre de 1925, al entrar en servicio la línea Ayuntamiento-Portillo se suprimió el tramo desde el Mercado hasta la plaza Constitución, denominándose a partir de entonces MAGDALENA-MERCADO. En 1929, junto con el resto de líneas se numeró recibiendo el 6.